# Laurence Ekperigin
Laurence Olufemi Ekperigin (Nueva York, Nueva York; 21 de septiembre de 1988) es un exjugador de baloncesto estadounidense con pasaporte británico. Con 2,02 metros de altura, jugaba en la posición de pívot. Es hijo de padre nigeriano y madre inglesa.

## Trayectoria deportiva

### Universidad
Jugó durante cuatro temporadas con los Dolphins del Le Moyne College, de la División II de la NCAA, en las que promedió 16,8 puntos y 10,0 rebotes por partido. Fue elegido en su última temporada Jugador del Año de la Northeast-10 Conference.

### Profesional
Tras pasar por las Ligas de Verano de la NBA con la camiseta de los Denver Nuggets, se marcha a jugar en 2010 al Ulsan Mobis Phoebus de la liga de Corea del Sur, donde disputa 56 partidos en los que promedia 14,3 puntos y 7,3 rebotes.
En marzo de 2011 llega al Bennet Cantù de la liga italiana a prueba, y es cedido al Angelico Biella, donde disputa 3 partidos, en los que promedió 3,7 puntos y 3,7 rebotes. En el mes de agosto es contratado por el Gran Canaria 2014 de la liga ACB.